# Arkeologikonsult
Arkeologikonsult är en del av firman Norn Integrated Computer Systems AB och utför arkeologiska undersökningar i Sverige sedan 1988. Huvudkontoret ligger i Upplands Väsby. När Roger Blidmo grundade Arkeologikonsult väckte det starka känslor bland arkeologer, eftersom han som första privata aktör gjorde insteg på en marknad som i stort sett saknade konkurrens. Firman profilerade sig genom att betala förhållandevis höga löner, utarbeta undersökningsplaner, satsa på naturvetenskapliga metoder och regelmässigt publicera rapporter från sina grävningar. 
Kritiker menade att privata företag med vinstintresse inte var lämpade att förvalta och undersöka kulturmiljöer. Med tiden har dock de privata aktörerna i branschen blivit fler och fler. Till den attitydförändring som ägt rum har också bidragit att många svenska fältarkeologer flyttar från arbetsgivare till arbetsgivare allt eftersom tillfälle bjuds. Därmed finns inga separata yrkeskårer för offentliganställda och privatanställda arkeologer i Sverige.